# Wiener Neustädter Stadion
Das Wiener Neustädter Stadion war ein Fußballstadion in der österreichischen Stadt Wiener Neustadt, Bundesland Niederösterreich. Es war die Heimspielstätte des Fußballvereins SC Wiener Neustadt, der dort zuletzt in der zweiten Liga des Landes spielte. Die Anlage wurde ebenso für Speedwayrennen genutzt. Es bot 4.290 Besuchern Platz. Am 28. September 2019 wurde die Wiener Neustadt Arena als Ersatz eröffnet.

## Geschichte
Im Frühjahr 1952 wurde mit dem Bau begonnen. Das Wiener Neustädter Stadion wurde am 19. Mai 1955 von Bürgermeister Rudolf Wehrl eröffnet. Es wurde auf der Daimler-Wiese unter Baurat Kutscha-Lissberg errichtet. Mit der Fertigstellung des Stadions zog der damalige Erstligist 1. Wiener Neustädter SC vom Herbstfestplatz ein und bestritt bis 1967 Spiele in der höchsten Liga. In der Saison 1972/73 war hier noch einmal Erstligafußball vom SV Admira Wiener Neustadt zu sehen.
Der Zuschauerrekord von 12.000 im Wiener Neustädter Stadion datiert vom 14. September 1963 beim Spiel gegen die Wiener Austria, die zudem sensationellerweise 1:0 geschlagen wurde, wobei tatsächlich noch mehr Leute anwesend gewesen sein dürften. Nachdem der 1. Wiener Neustädter SC 1965 gegen Meister LASK Linz im ÖFB-Cupfinale stand, wobei das Hinspiel entsprechend ebenfalls im Stadion stattfand, gab es am 1. September 1965 gegen Știința Cluj sogar ein Spiel im Europacup der Pokalsieger.
In den 1980er Jahren wurde das Wiener Neustädter Stadion weitgehend modernisiert und unter anderem mit einer Flutlichtanlage ausgestattet sowie die überdachte Sitzplatztribüne fertiggestellt. 1992 bekam man noch den Zuschlag für das Supercupfinale. Nach dem Abstieg der Wiener Neustädter aus der 2. Division 1995 war kein Profifußball mehr zu sehen, bis 2008 der SC Magna Wiener Neustadt aus dem nahen Oberwaltersdorf im Stadion einzog.
Bei diesem Einzug wurde 2008 die bestehende Flutlichtanlage umgebaut und den derzeitigen Erfordernissen angepasst sowie Adaptierungen für Zuschauer (neue Schalensitze, Servicecontainer), Spieler (Kabinentrakt) und Fernsehen (Kommentatorkabinen, Übertragungseinrichtungen) vorgenommen. Das Spielfeld erhielt einen neuen Rasen. Bei Fußballspielen wird überdies die Speedwaybahn mit dem ursprünglich anlässlich der Fußball-Europameisterschaft 2008 im Wiener Ernst-Happel-Stadion verlegten Kunstrasen überdeckt. Insgesamt wurden 2008 in das Stadion 1,2 Millionen Euro investiert.
Nach der Durchführung eines Bürger-Votums über die Errichtung einer neuen, mehrfunktionalen Sportanlage im Herbst 2014, verabschiedet der Gemeinderat im Dezember 2014 den Grundsatzbeschluss zum Bau dieser Sportanlage, die das in die Jahre gekommene Wiener Neustädter Stadion in vielen Bereichen ablösen soll und – unter anderem – dem SC Wiener Neustadt als neue Trainings- und Spielstätte dienen soll.
In der Saison 2016/17 machte der SC Wiener Neustadt mit einer Sponsoraktion auf sich aufmerksam. Der Verein verloste seinen Stadionnamen für die Frühjahrsmeisterschaft 2017. Sponsoren konnten um den Preis von 500 Euro daran teilnehmen. Gewonnen hat der Vorschlag einer deutschen Spielwarenfirma mit der Bezeichnung „Teddybären- und Plüsch-Stadion“.
Im Februar 2018 wurde bekannt, dass das Stadion in der Frühjahrssaison 2017/18 diverse Namen tragen wird, die nach jedem Heimspiel wechseln. Die Namen lauten Puntigamer-Arena, Scherz-Kogelbauer TZ-Baumanagement-Arena, #wirsindanders-Arena, Reisner-Bad Arena, The Power Company-Stadion sowie ISG-Stadion. Der Name Puntigamer-Arena ist der einzige, der zweimal benutzt wird.

## Neubau
Im Jahr 2009 kaufte Frank Stronach ein Grundstück nahe der Wechsel-Straße für einen Stadionneubau. Nachdem diese Pläne aber platzten, ist auf dem Gelände ein Wirtschaftspark von Ecoplus geplant.
Am 23. Jänner 2017 beschloss der Wiener Neustädter Gemeinderat mit großer Mehrheit den Bau eines bundesligatauglichen Stadions mit 3.500 Plätzen. Es wurde auch eine Vereinbarung mit dem SC Wiener Neustadt über die Rahmenbedingungen des Projekts getroffen. Neben der Spielstätte sind Trainingsplätze für die Jugendmannschaften geplant. Das Land Niederösterreich hat einen Zuschuss von einem Drittel der Kosten, es wird mit insgesamt acht Mio. Euro gerechnet, in Aussicht gestellt. Mit dem Neubau soll die Rückkehr in die österreichische Bundesliga anvisiert werden.
Mitte März 2018 beschloss der Gemeinderat von Wiener Neustadt in einer Sondersitzung einstimmig die Auftragsvergabe für das neue Stadion. Die Bietergemeinschaft aus der Strabag AG und der Porr GmbH erhielt den Zuschlag und ist als Totalunternehmer für die Generalplanung, Errichtung bis hin zur schlüsselfertigen Übergabe des Baus verantwortlich. Der Neubau soll zwischen dem Erlebnisbad Aqua Nova und dem Veranstaltungskomplex Arena Nova im Stadtteil Civitas Nova entstehen. Es wird die Regularien der österreichischen Bundesliga erfüllen, so wird u. a. es über eine Rasenheizung und einen V.I.P.-Bereich verfügen. Bei den Planungen wird besonders auf die Barrierefreiheit (Rampen führen auf die Westtribüne) der Anlage geachtet. Auf den Tribünendachern soll es Photovoltaikanlagen geben. Sollte der SC Wiener Neustadt in die Bundesliga aufsteigen, würde das Stadion 5.000 Plätze bieten. Andernfalls wird das Platzangebot geringer ausfallen, mit der Möglichkeit der späteren Erweiterung. Zusätzlich soll östlich des Aqua Nova ein Trainingsgelände mit zwei Hauptspielfeldern, eines mit Kunstrasen, und zwei Kleinfeldern entstehen. Bereits im Frühjahr 2019 sollte das Stadion einsatzbereit sein. Die Kosten sollen sich auf 12,8 Mio. Euro belaufen. Die Finanzierung wird durch den Verkauf des alten Stadiongeländes und durch eine Drittel-Förderung des Bundeslandes Niederösterreich bestritten. Es laufen mit dem Bund weitere Gespräche über zusätzliche Fördermittel. Die Wiener Neustadt Arena wurde am 28. September 2019 eröffnet. Die Statue im Eingangsbereich soll in das neue Stadion übersiedelt werden.